# Токо
Токо (Tockus) — рід птахів родини носорогів (Bucerotidae). Відомо 10 видів, поширених в Африці.

## Класифікація
- Токо ангольський (Tockus monteiri)
- Токо червонодзьобий (Tockus erythrorhynchus)
- Токо дамарський (Tockus damarensis)
- Токо південний (Tockus rufirostris)
- Токо танзанійський (Tockus ruahae)
- Токо західний (Tockus kempi)
- Токо намібійський (Tockus leucomelas)
- Токо жовтодзьобий (Tockus flavirostris)
- Токо чорнокрилий (Tockus deckeni)
- Токо кенійський (Tockus jacksoni)